# ブリティッシュ・ハーフブレッド
ブリティッシュ・ハーフブレッド(British Half-Bred)、イギリス半血馬血統( - はんけつばけっとう)とは初期のジェネラルスタッドブックに載っていないイギリスの牝馬から派生したファミリーラインを持つ馬、またサラブレッド系種とされながらサラブレッドと同等かそれ以上の成績を残し1969年にサラブレッドと認められた牝系のことである。「B1」、「B2」もしくは「B-1」、「B-2」のように表す。

## 歴史
1914年、F.M.プライアーによってブリティッシュ・ハーフブレッドを含むサラブレッド系種の系図がまとめられた『ハーフブレッドスタッドブック(H.B.Stud Book)』の第1版が出版された。また1922年にアメリカンブレッド(アメリカンナンバー、A+数字またはa+数字)やコロニアルブレッド(コロニアルナンバー、C+数字またはc+数字)を含む第2版が出版され、ハーフブレッドスタッドブックは第8版まで出版された。1953年にカジミエシュ・ボビンスキーとステファン・ザモイスキーが編纂した『ファミリーテーブル(Family Tables of Racehorses)』で初めてB+数字の現在の名称が使われた。1969年にジェネラルスタッドブックでのサラブレッドの定義が変わり、それまでサラブレッド系種とされてきたブリティッシュ・ハーフブレッドもサラブレッドとして認められた。

## 傾向
ブリティッシュ・ハーフブレッドは障害競走に強い競走馬が多く、何頭ものグランドナショナルチャンピオンを輩出している。また特に平地競走で成功した牝系はペリオン・メア(Perion Mare)からなるB3号族であり、ジュライカップなどを制したLucasland、ヨーロッパ3歳牝馬マイル三冠馬のAttraction、ムーラン・ド・ロンシャン賞などヨーロッパのマイルGIを3勝したSonic Ladyもこの牝系に含まれる。Sonic Lady産駒のソニンクは繁殖牝馬として日本に輸入されており、その血統からは2009年の東京優駿を制したロジユニヴァース、2017年の秋華賞・2019年のナッソーステークスを制したディアドラ、2023年のJRA賞最優秀マイラーおよびJRA賞最優秀4歳以上牝馬であるソングライン、2025年のNHKマイルカップを制したパンジャタワーが出ている。

## 基礎牝馬
| F-No. | 基礎牝馬                     | 代表的な馬                               |
| ----- | ---------------------------- | ---------------------------------------- |
| B1    | Roseden Mare(生年不詳)       | Shogun、Prospector                       |
| B2    | Maggie Lauder(生年不詳)      | Goldseeker、King Crow                    |
| B3    | Perion Mare(1837年)          | Attraction、ロジユニヴァース、ディアドラ |
| B4    | Piersfield Mare(生年不詳)    | Soloptic、Solerina                       |
| B5    | Mayflower's Dam(生年不詳)    | Doefoot、Fetlar's Pride                  |
| B6    | Modesty(1827年)              | The Colonel、Royal George                |
| B7    | Priam Mare(1836年)           | Mrs.Taft、New Oswestry                   |
| B8    | Nike's Dam(生年不詳)         | Marlborough Buck、Elcot                  |
| B9    | My Lady(1820年)              | Caurouch                                 |
| B10   | Petworth Mare(生年不詳)      | Mr.Sykes、Petra                          |
| B11   | Robin Hood Mare(生年不詳)    | Bohernore、The Kiwi                      |
| B12   | Polly(生年不詳)              | Inveresk                                 |
| B13   | Judy Callaghan(1835年)       | Intrepid、The Monk                       |
| B14   | Jupiter Mare(生年不詳)       | Lottery                                  |
| B15   | Maid of All Work(生年不詳)   | St.Galmier、Zoedone                      |
| B16   | Lightfoot(1848年)            | Gamecock                                 |
| B17   | Oak Leaf(1860年)             | Ilex、Roman Oak                          |
| B18   | Warlike Mare(生年不詳)       | Rufus、Wild Man from Borneo              |
| B19   | Wings(生年不詳)              | Grudon、Lucky Dome                       |
| B20   | Old Malicious Mare(生年不詳) | Red Marauder、Tiberetta                  |
| B21   | Polly Murphy(生年不詳)       | Kirkland、Kirko                          |
| B22   | Brown Bess(1872年)           | Reynoldstown、Tamasha                    |
| B23   | Extra Number(1860年)         | Golden Fringe                            |
| B24   | Certe(生年不詳)              | Chit Chat、Small Talk                    |
| B25   | Alfred Mare(生年不詳)        | Snowstorm、The Lawyer                    |
| B26   | Lady Lena(1892年)            | Music Hall                               |